# Olympische Winterspiele 1932/Skilanglauf
Bei den III. Olympischen Winterspielen 1932 in Lake Placid fanden zwei Wettbewerbe im Skilanglauf statt. Diese galten gleichzeitig als 9. Nordische Skiweltmeisterschaften. Somit wurden neben olympischen Medaillen auch Weltmeisterschaftsmedaillen vergeben. Austragungsort war das Olympiastadion.
Sportler aus Skandinavien dominierten diese Wettbewerbe komplett. Sämtliche Medaillen gingen nach Norwegen, Finnland und Schweden, der fünfte Platz für einen Tschechoslowaken war noch das Beste, was für andere Nationen übrigblieb.

## Bilanz

### Medaillenspiegel
| Platz  | Land     | Gold | Silber | Bronze | Gesamt |
| ------ | -------- | ---- | ------ | ------ | ------ |
| 1      | Finnland | 1    | 1      | 1      | 3      |
| 2      | Schweden | 1    | 1      | –      | 2      |
| 3      | Norwegen | –    | –      | 1      | 1      |
| Gesamt | Gesamt   | 2    | 2      | 2      | 6      |

### Medaillengewinner
| Disziplin | Gold                  | Silber                | Bronze                 |
| --------- | --------------------- | --------------------- | ---------------------- |
| 18 km     | Sven Utterström (SWE) | Axel Wikström (SWE)   | Veli Saarinen (FIN)    |
| 50 km     | Veli Saarinen (FIN)   | Väinö Liikkanen (FIN) | Arne Rustadstuen (NOR) |

## Ergebnisse

### 18 km
| Platz | Land | Athlet               | Zeit (h) |
| ----- | ---- | -------------------- | -------- |
| 1     | SWE  | Sven Utterström      | 1:23:07  |
| 2     | SWE  | Axel Wikström        | 1:25:07  |
| 3     | FIN  | Veli Saarinen        | 1:25:24  |
| 4     | FIN  | Martti Lappalainen   | 1:26:31  |
| 5     | NOR  | Arne Rustadstuen     | 1:27:06  |
| 6     | NOR  | Johan Grøttumsbråten | 1:27:15  |
| 7     | FIN  | Valmari Toikka       | 1:27:51  |
| 8     | NOR  | Ole Stenen           | 1:28:05  |
| 9     | FIN  | Väinö Liikkanen      | 1:28:30  |
| 10    | SWE  | Nils Svärd           | 1:29:05  |
|       |      |                      |          |
| 21    | AUT  | Harald Bosio         | 1:38:23  |
| 29    | AUT  | Harald Paumgarten    | 1:41:20  |
| 41    | AUT  | Gregor Höll          | 1:55:18  |

Datum: 10. Februar 1932 
42 Teilnehmer aus 11 Ländern, alle in der Wertung.
Die bis dahin auf der kürzeren Laufdistanz dominierenden Norweger gingen erstmals leer aus.

### 50 km
| Platz | Land | Athlet            | Zeit (h) |
| ----- | ---- | ----------------- | -------- |
| 1     | FIN  | Veli Saarinen     | 4:28:00  |
| 2     | FIN  | Väinö Liikkanen   | 4:28:20  |
| 3     | NOR  | Arne Rustadstuen  | 4:31:53  |
| 4     | NOR  | Ole Hegge         | 4:32:04  |
| 5     | NOR  | Sigurd Vestad     | 4:32:40  |
| 6     | SWE  | Sven Utterström   | 4:33:35  |
| 7     | FIN  | Tauno Lappalainen | 4:45:02  |
| 8     | SWE  | John Lindgren     | 4:47:22  |
| 9     | SWE  | Gustaf Jonsson    | 4:49:52  |
| 10    | TCH  | Antonín Bartoň    | 4:52:24  |

Datum: 13. Februar 1932 
32 Teilnehmer aus 9 Ländern, davon 20 in der Wertung.